# Alibek Delimkhanov
Alibek Sultanovič Delimkhanov (in russo Алибе́к Султанович Делимханов?; Džalka, 16 ottobre 1974) è un generale russo di etnia cecena, vicecomandante del distretto del Caucaso settentrionale della Guardia Nazionale della Federazione Russa dal 2018.
È il fratello minore di Adam Delimkhanov, deputato del parlamento russo per la Cecenia, e fratello maggiore di Šarip Delimkhanov, comandante del dipartimento della Rosgvardija per la Cecenia.

## Biografia
Delimkhanov è nato il 16 ottobre 1974 a Džalka, distretto di Gudermes, nell'allora RSSA Ceceno-Inguscia, figlio di Sultan Saitarbaevič Delimkhanov e Marjam Jusupovna. Suo padre morì quando aveva tredici anni.

### Educazione superiore
Si è laureato presso la Facoltà di Storia dell'Università Statale Cecena e all'Accademia di Management del Ministero degli Affari Interni della Russia 
Nel 2017 ha completato gli studi all'Accademia Militare dello Stato Maggiore delle Forze Armate della Federazione Russa.

## Carriera militare
È stato il primo comandante del 248º Battaglione motorizzato speciale "Sever" sotto il ministero degli affari interni della Russia (dal 2009, il 141º Reggimento motorizzato speciale "Akhmat Kadyrov") dal 2006 al 2015, fino a quando è stato promosso a vicecomandante della 46ª brigata operativa del MVD (dal 2016 dipendente della Rosgvardija), venendo sostituito da Rakhman Abdulkadirov.
Nel 2018 Delimkhanov è stato nominato vicecomandante del Distretto del Caucaso settentrionale della Guardia nazionale della Federazione russa. Nello stesso anno, il 14 giugno è stato promosso a maggior generale.

### Guerra russo-ucraina
Dall'inizio dell'invasione russa dell'Ucraina, Delimkhanov come ufficiale della Rosgvardija ha diretto le truppe cecene durante le prime settimane di ostilità.
Il 4 aprile 2022 è stato promosso a tenente generale dell'esercito russo.
Il 25 marzo 2024 è stato insignito del grado di colonnello generale dell'esercito russo.

## Sanzioni
Il 21 luglio 2022 è stato incluso nell'elenco delle sanzioni dell'Unione Europea per "aver comandato le forze cecene durante la guerra di aggressione della Russia contro l'Ucraina, compresa la regione di Kiev e il Donbass"
Delimkhanov è stato sanzionato dal Canada ai sensi dello Special Economic Measures Act (S.C. 1992, c. 17) in relazione all'invasione russa dell'Ucraina per grave violazione della pace e della sicurezza internazionale.
Nel 2023 Delimkhanov è stato incluso nella lista delle sanzioni del governo della Nuova Zelanda.